# Кудінов Михайло Андрійович
Михайло Андрійович Кудінов (серпень 1904, місто Тамбов, тепер Російська Федерація — лютий 1975, місто Одеса) — український радянський і компартійний діяч, депутат Верховної Ради СРСР 1-го скликання (в 1941—1946 роках), депутат Верховної Ради УРСР 3-го скликання. Член Центральної Ревізійної Комісії ВКП(б) у 1941—1952 роках. Член Ревізійної Комісії КП(б)У в 1949—1954 роках.

## Біографія
Народився в родині продавця. Закінчив початкову школу. У березні 1918 — лютому 1920 року — учень ливарника, учень електромонтера на Товарковському державному цукровому заводі Богородицького повіту Тульської губернії. У березні — серпні 1920 року — не працював, проживав у місті Тамбові.
У вересні 1920 — березні 1922 року — електромонтер на військово-інженерній дистанції вузькоколійної залізниці Тамбов-Туманівка. У квітні — серпні 1922 року — чорнороб Тамбовського окружного військового складу. У серпні 1922 — серпні 1923 року — не працював. У 1923 році вступив до комсомолу.
У вересні 1923 — червні 1924 року — чорнороб вузькоколійної залізниці у Тамбові. У червні — вересні 1924 року — не працював. У вересні 1924 — листопаді 1925 року — формувальник-ливарник Тамбовського механічного заводу «Ревтруд».
Член РКП(б) з квітня 1925 року.
У грудні 1925 — жовтні 1926 року — секретар комітету комсомолу Тамбовського механічного заводу «Ревтруд».
У листопаді 1926 — листопаді 1928 року — в Червоній армії. Служив червоноармійцем в 1-й кавалерійській бригаді в Москві. Після демобілізації повернувся в Тамбов на завод «Ревтруд».
У грудні 1928 — листопаді 1929 року — формувальник-ливарник, а у грудні 1929 — вересні 1930 року —  відповідальний секретар партійного колективу Тамбовського механічного заводу «Ревтруд».
У вересні 1930 — серпні 1932 року — студент Воронезького комуністичного вузу. У вересні 1932 — серпні 1934 року — студент підготовчого відділення Воронезького інституту марксизму-ленінізму.
У вересні — грудні 1934 року — заступник начальника політичного відділу з партійно-масової роботи Бєлогор'ївської машинно-тракторної станції (МТС) Воронезької області. У січні 1935 — лютому 1937 року — заступник секретаря Бєлогорського (Павлівського) районного комітету ВКП(б) Воронезької області.
У лютому 1937 — січні 1938 року — 2-й, 1-й секретар Ново-Калитвянського районного комітету ВКП(б) Воронезької області. У січні — червні 1938 року — виконувач обов'язків 1-го секретаря Борисоглєбського районного комітету ВКП(б) Воронезької області. У червні 1938 — березні 1939 року — 1-й секретар Липецького міського комітету ВКП(б) Воронезької області.
У березні 1939 — квітні 1940 року — 2-й секретар Воронезького обласного комітету ВКП(б).
У квітні — червні 1940 року — 2-й секретар Омського обласного комітету ВКП(б).
У червні 1940 — грудні 1943 року — 1-й секретар Омського обласного комітету ВКП(б).
У січні — березні 1944 року — в резерві ЦК ВКП(б) у Москві.
У березні 1944 — січні 1945 року — 1-й секретар Дніпродзержинського міського комітету КП(б)У Дніпропетровської області.
У січні 1945 — травні 1947 року — 2-й секретар Дніпропетровського міського комітету КП(б)У.
У травні 1947 — вересень 1952 року — 2-й секретар Дніпропетровського обласного комітету КП(б)У.
У січні — липні 1953 року — заступник голови, в липні (затв.) 1953 — липні 1955 року — 1-й заступник голови виконавчого комітету Одеської обласної ради депутатів трудящих. У липні 1955 — серпні 1965 року — завідувач відділу організованого набору робітників при виконавчому комітеті Одеської обласної ради депутатів трудящих.
З серпня 1965 року — на пенсії в місті Одесі. Помер у середині лютого 1975 року.

## Нагороди
- орден Леніна
- орден Трудового Червоного Прапора (1948)
- орден Знак Пошани
- медалі